# Siebersia
Siebersia is een geslacht van rechtvleugeligen uit de familie veldsprinkhanen (Acrididae). De wetenschappelijke naam van dit geslacht is voor het eerst geldig gepubliceerd in 1933 door Willemse en vernoemd naar de bioloog die deze veldsprinkhaan op Borneo verzamelde, Hendrik Cornelis Siebers.

## Soorten
Het geslacht Siebersia  is monotypisch en omvat slechts de volgende soort:
- Siebersia borneensis (Willemse, 1933)